# Сосновский (Иркутская область)
Сосновский — посёлок в Куйтунском районе Иркутской области России. Входит в состав Иркутского муниципального образования.

## География
Находится примерно в 176 км к западу от районного центра.

## Население
| 2002 | 2010 | 2011 | 2012 |
| ---- | ---- | ---- | ---- |
| 221  | ↘174 | ↘173 | ↘168 |

По данным Всероссийской переписи, в 2010 году в посёлке проживали 174 человека (82 мужчины и 92 женщины).